# Câu lạc bộ bóng chuyền Kinh Bắc Bắc Ninh
Câu lạc bộ Bóng chuyền Kinh Bắc Bắc Ninh (hay còn gọi là Kinh Bắc Bắc Ninh) là một câu lạc bộ bóng chuyền nữ chuyên nghiệp ở tỉnh Bắc Ninh,Việt Nam. Đội mới tham gia 5 lần Giải vô địch bóng chuyền Việt Nam (2019-2023) nhưng đã 2 lần giành huy chương đồng ở giải đấu này. Tuy nhiên, tại giải VĐQG năm 2023, sau khi thi đấu xong 2 giai đoạn, Kinh Bắc Bắc Ninh	thi đấu	8 trận nhưng chỉ thắng 1 trận, giành được 4 điểm với tổng số 7 set thắng và 22 set thua, xếp thứ 5 bảng đấu và là 1 trong 2 đội nữ phải xuống hạng.

## Lịch sử hình thành
Đội nữ Kinh Bắc Bắc Ninh là đội bóng chuyền nữ hiếm hoi vừa thành lập năm 2017 đã vô địch giải hạng A toàn quốc năm 2018 và ở Giải vô địch bóng chuyền Việt Nam 2019, 2020 đã đạt thành tích tốt với việc thắng nhiều đội bóng giàu kinh nghiệm, để xếp vị trí thứ 3 của bảng. Sau 2 năm góp mặt trong làng bóng chuyền nữ Việt Nam, đội nữ Kinh Bắc Bắc Ninh đã tham dự 7 giải đấu nằm trong hệ thống thi đấu của LĐBCVN và giao hữu, họ đã đoạt 2 ngôi vô địch và 3 vị trí á quân, đây là một thành tích đáng phục.
Trong mùa giải 2019, đoàn quân của HLV Phạm Văn Long đã bất ngờ vươn lên xếp thứ 3 chung cuộc. HLV Phạm Văn Long là người thành danh với Câu lạc bộ bóng chuyền Thông tin Liên Việt Post Bank với hàng chục chức vô địch lớn nhỏ. Không chỉ có thế, trên cương vị HLV đội tuyển, ông cũng giành những danh hiệu cao quý khác và hàng loạt VĐV tài năng được phát hiện và trưởng thành dưới bàn tay ông cũng mang lại cho bóng chuyền nữ Việt Nam một diện mạo mới trên trường quốc tế.
Kinh Bắc - Bắc Ninh là đội bóng non trẻ nhất làng bóng chuyền, mới thành lập được hơn 3 năm, tuy nhiên những thành tích mà Đội Bóng đã đạt được trong thời gian qua rất ấn tượng, đặc biệt tại Giải Bóng chuyền Vô địch Quốc gia năm 2020. Kinh Bắc - Bắc Ninh đang ngày càng phát triển và trở thành đối trọng của các đội bóng lớn khác.

## Đội hình thi đấu

### Đội hình hiện tại
Cập nhật danh sách tháng 2 năm 2023.
- Huấn luyện viên:  Phạm Văn Long
- Trợ lý: Phạm Thanh Hà, Nguyễn Sỹ Nam

| No. | Player               | Position   | Height (m) | Weight (kg) | Birth date |
| --- | -------------------- | ---------- | ---------- | ----------- | ---------- |
| 3   | Đặng Thị Thoan       | Libero     | 156        | 50          | 1996       |
| 5   | Nguyễn Thị Thu Hường | Chủ công   | 172        | 66          | 1996       |
| 6   | Đào Huyền Trang      | Phụ công   | 177        | 56          | 2004       |
| 7   | Nguyễn Thị Kiều Oanh | Đối chuyền | 172        | 65          | 1990       |
| 8   | Nguyễn Thị Lan       | Phụ công   | 178        | 56          | 2004       |
| 9   | Nguyễn Vân Hà        | Chuyền hai | 172        | 60          | 2005       |
| 12  | Phạm Thị Như Quỳnh   | Phụ công   | 175        | 60          | 1998       |
| 13  | Phan Thị Trà My      | Chủ công   | 174        | 57          | 2002       |
| 16  | Bùi Thị Nhi          | Đối chuyền | 172        | 60          | 1996       |
| 17  | Lê Thanh Xuân        | Chủ công   | 172        | 67          | 1994       |
| 18  | Ngọ Thu Hoài         | Chủ công   | 173        | 61          | 2007       |
| 20  | Cà Thị Tư            | Libero     | 155        | 52          | 2004       |
|     | Lê Thị Ngọc Trâm     | Chuyền hai | 171        | 60          | 2003       |
|     | Erika Takamiva       | Phụ công   | 180        | 70          | 2001       |
|     | Aimi Tsuzuki         | Chủ công   | 170        | 60          | 2003       |

### Đội hình quá khứ
- Năm 2021: Huấn luyện viên  Phạm Văn Long, Trợ lý: Phạm Thanh Hà, Nguyễn Sỹ Nam, Vận động viên: Đinh Thị Trà Giang (Đội trưởng), Vũ Thị Hoa , Nguyễn Huyền Trang, Nguyễn Thị Nhị, Cao Thị Hồng, Nguyễn Thị Ngà, Nguyễn Thị Thu Hường, Nguyễn Thu Hà, Đồng Thị Bích, Lê Thanh Xuân, Nguyễn Thị Kiều Oanh, Phạm Thị Thúy, Wipawee Srithong, Parichat Intharasit.